# Heinz Bachheimer
Heinz Bachheimer (auch: roter Heinzi) (* 7. Juni 1939; † 29. November 2015 Wien/Leopoldstadt) war ein österreichischer Bordellbetreiber in Wien.

## Leben
Bachheimer erlernte den Beruf des Malers und fiel erstmals 1978 öffentlich auf, als er einen goldenen Revolver aus seinem Bankschließfach holte. Daraufhin wurde er wegen gewalttätiger Erpressung, Hehlerei, Urkundenfälschung und eines Vergehens nach dem Waffengesetz zu zweieinhalb Jahren Haft verurteilt.
Bachheimer organisierte in den 1970er-Jahren am unteren Wiener Gürtel die Rotlichtszene, in der er 20 Jahre lang aktiv war. Mehrere Bordelle und andere Lokale werden ihm selbst zugerechnet. Auf Facebook posteten Rotlicht-Insider nach seinem Tod: „Das Ende des Stoßspiels in Wien“. Er wurde am Hernalser Friedhof bestattet.